# 隼砲

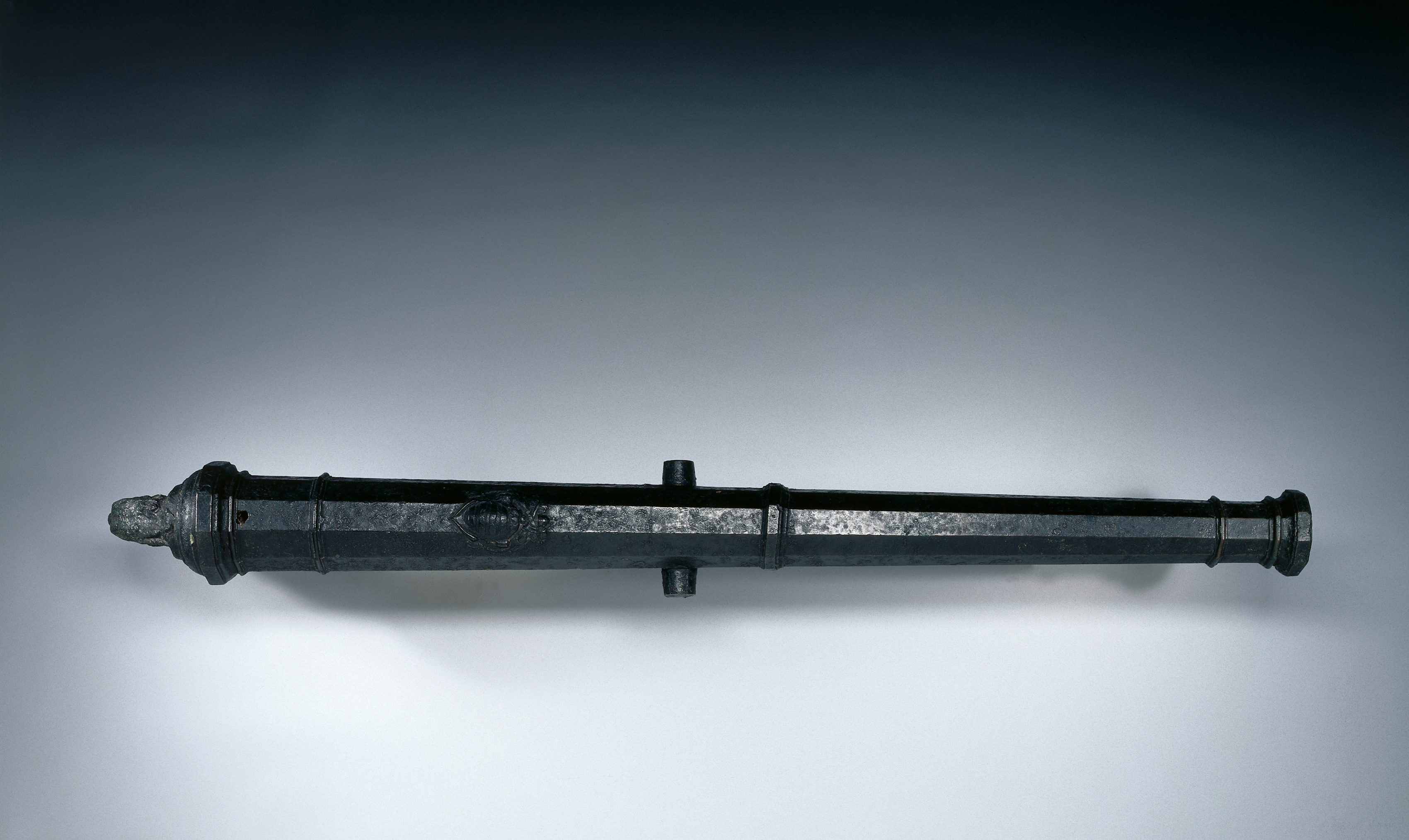
1555年的青銅隼砲。

隼砲（英語：Falconet或Falcon），也译作鹰炮，是一種輕型的加農砲，大約出現於十五世紀晚期至十七世紀，用法類似於野戰砲，在大航海時代，許多探險用的船也會裝上它。在中世紀時，銃砲常用爬蟲或鳥獸的名字來描述，也會將其形象雕刻或鑄在上面。隼砲發射的砲彈質量與隼相當，並且經常有隼的裝飾雕紋，所以以隼來命名。

隼砲的砲管長約1.2公尺，口徑約5公分，質量約80至200公斤，使用約230克的黑火藥，發射約450克的圓形砲彈。最大射程約1500公尺。也可以發射葡萄彈（由許多小彈丸組成的砲彈，類似散彈）。